# لينوس (قمر)
(22) كاليوبي I لينوس هو قمر الكوكب الصغير 22 كاليوبي وهو كويكب كبير - من النوع أم في حزام الكويكبات . أكتشف لينوس في 29 أغسطس 2001، من قبل علماء الفلك مايكل وجان لوك مارغوت في مرصد كيك في هاواي.كما رصد فريق آخر القمر بواسطة مرصد كندا-ومرصد فرنسا هاواي في 2 سبتمبر 2001. كلا المقاريب على قمة جبل مونا كيا.وكان التعين المؤقت لة  S/2001 (22) 1  حتى تم تسميته. ظهر اقتراح التسمية في ورقة الاكتشاف ووافق الاتحاد الفلكي الدولي على التسمية المقترحة في يوليو 2003.
لينوس كبير جدا بالمقارنة مع معظم أقمار الكويكبات يعدّ كويكب كبير في حد ذاته ويقدر قطرة بحوالي 28 ± 2 كم (17 ± 1 مي). الأقمار الأكبر المعروفة في الحزام الرئيسي هي المكونات الأصغر للكويكبات المزدوجة 617 باتروكلوس و90 أنتيوب.